# Notylia carnosiflora
Notylia carnosiflora är en orkidéart som beskrevs av Charles Schweinfurth. Notylia carnosiflora ingår i släktet Notylia och familjen orkidéer. Inga underarter finns listade i Catalogue of Life.